# Viri (langue)
Le viri, aussi appelé belanda viri (bviri, belanda, biri, bgamba, gumba, mbegumba, mvegumba) est une langue oubanguienne du Soudan du Sud .

## Aire géographie
Une enquête de 2013 indique que l'ethnie Balanda réside dans les payams suivants du Soudan du Sud : 
- Bagari Payam, Wau County (à Momoi, Biringi, Ngo-Alima B, Bagari, Ngodakala, Farajala et Ngisa bomas) ;
- Bazia Payam, Wau County (dans les bomas Taban, Gittan, Maju, Kpaile et Gugumaba) ;
- Diem Zeber Payam,  (dans le centre du boma d'Uyujuku).

## Écriture
| a | ä  | ’b | d  | ’d | e | ë | f | g | gb | i | ï | k | kp | l | m | mgb |
| n | nd | ng | nv | nz | ŋ | o | ö | r | s  | t | u | ü | v  | w | y | z   |

Les voyelles sont écrites avec les lettres ï, i, ü, u, ë, e, ö, o, ä, a.
Les tons sont indiqués à l’aide de signes diacritiques :
- le ton haut avec l’accent aigu : ‹ ḯ í ǘ ú ë́ é ö ó ä́ á › ;
- le ton moyen sans accent ‹ ï i ü u ë e ö o ä a ›;
- le ton bas avec le tilde ‹ ï̃ ĩ ü̃ ũ ë̃ ẽ ö̃ õ ä̃ ã ›[4].

## Prononciation
|                        | Bilabiale | Labio-dentale | Alvéolaire | Palatale | Vélaire | Labio-vélaire |
| ---------------------- | --------- | ------------- | ---------- | -------- | ------- | ------------- |
| Occlusive              |           |               | t d        |          | k ɡ     | kp gb         |
| Implosive              | ɓ         |               | ɗ          |          |         |               |
| Fricative              |           | f v           | s z        |          |         |               |
| Nasale                 | m         |               | n          |          | ŋ       |               |
| Occlusive prénasalisée |           | nv            | nd nz      |          | ŋɡ      | ŋmɡb          |
| Latérale               |           |               | l          |          |         |               |
| Battue                 |           |               | r          |          |         |               |
| Spirante               |           |               |            | j        |         | w             |

|         | Antérieure | Antérieure | Centrale | Centrale | Postérieure | Postérieure |
|         | +ATR       | -ATR       | +ATR     | -ATR     | +ATR        | -ATR        |
| ------- | ---------- | ---------- | -------- | -------- | ----------- | ----------- |
| Fermée  | i          | ɪ          |          |          | u           | ʊ           |
| Moyenne | e          | ɛ          | ə        | ɑ        | o           | ɔ           |